# 张一波
张一波（1916年—），湖南省人。中国人民解放军将领。

## 生平
1933年，参加中国工农红军。1934年，加入中国共产党。历任雁北指挥部十一区队参谋长，冀晋军区第五军分区六团参谋长，北岳军区第一纵队副团长、团长、纵队作战处处长、二旅参谋长、副旅长，中国人民解放军六十六军一九七师副师长。1950年，参加中国人民志愿军入朝作战，任志愿军六十六军一九七师副师长，参加了第一至四次战役。回国后，任一九七师副师长兼参谋长、师长，炮兵副军长。1962年2月—1965年2月，担任中国人民解放军山西省军区参谋长。1969年7月一1978年5月，担任河北省军区副司令员。1955年，授衔为大校军衔。被授予三级八一勋章、二级独立自由勋章、二级解放勋章。